# 琉森 (加利福尼亞州萊克縣)
琉森（英語：Lucerne）是位於美國加利福尼亞州萊克縣的一個人口普查指定地區。

## 地理
琉森的座標為39°05′25″N 122°47′47″W / 39.09028°N 122.79639°W，而該地最高點為海拔高度405米（即1329英尺）。

## 人口
根據2010年美國人口普查的數據，琉森的面積為12.919平方千米，當中陸地面積為12.892平方千米，而水域面積為0.027平方千米。當地共有人口3067人，而人口密度為每平方千米237人。